# Фалёнки
Фалёнки — посёлок городского типа в Кировской области России, административный центр Фалёнского муниципального округа. Расстояние до областного центра города Кирова 151 км.

## История
Деревня Фалёнки была основана в конце XVII — начале XVIII веков, в вотчине Верхочепецкого монастыря. В 1898 году у деревни на строящейся железной дороге Пермь — Вятка — Котлас построена железнодорожная станция, а вместе с ней станционный посёлок. В 1913 году при станции построен деревянный храм Георгия Победоносца. В 1918 году посёлок становится центром волости, в 1929 году — центром Фалёнского района. В 1957 году Фалёнки получили статус рабочего посёлка. В 1996 году решением Кировской областной думы отнесены к посёлкам городского типа.

## Население
| 1905  | 1926  | 1950  | 1959  | 1970  | 1979  |
| ----- | ----- | ----- | ----- | ----- | ----- |
| 49    | ↗403  | ↗3518 | ↗5782 | ↗6506 | ↗6723 |
| 1989  | 2002  | 2009  | 2010  | 2012  | 2013  |
| ↗6810 | ↘5990 | ↘5188 | ↗5256 | ↘5030 | ↘4951 |
| 2014  | 2015  | 2016  | 2017  | 2018  | 2019  |
| ↗4954 | ↘4849 | ↘4812 | ↘4788 | ↘4674 | ↘4540 |
| 2020  | 2021  |       |       |       |       |
| ↘4438 | ↘4261 |       |       |       |       |

Половой состав
По переписи 2002 года население — 5990 человек, из них: женщин — 3242 (54,1 %), мужчин — 2748 (45,9 %).

## Экономика
Изначальным экономическим центром в посёлке была железнодорожная станция Фалёнки. Наиболее крупными предприятиями в пищевой промышленности являются маслозавод, птицефабрика, хлебозавод. В деревообрабатывающей — фанерный комбинат, 43 пилорамы. Наиболее крупными производителями сельхозпродукции являются хозяйства им. Кирова и им. Ленина.

## Транспорт
Через посёлок проходит Транссибирская железнодорожная магистраль, действует железнодорожная станция Фалёнки. Работает железнодорожный вокзал и автовокзал. Налажено автомобильное сообщение между Фалёнками и населёнными пунктами района, посёлком Уни.

## Культура
В посёлке работают 5 учреждений культуры:
- МУК «Фалёнский центральный дом культуры»;
- МУК «Фалёнский краеведческий музей»;
- МУК «Фалёнская центральная библиотека»;
- МУК «Фалёнская детская библиотека».
- МУК «Фалёнский дом детского творчества».

## Наука
В посёлке расположена селекционная станция зонального НИИ сельского хозяйства Северо-Востока им. Рудницкого (Киров).

## Достопримечательности
- Памятник бортовому авиационному технику, старшему лейтенанту Булову Евгению Александровичу.
- Памятник фалёнцам — героям фронта и тыла.
- Своеобразной достопримечательностью можно считать заброшенный зерновой элеватор

## СМИ
В Фалёнках издаётся районная газета «Сельский маяк». Работает официальный сайт Фалёнского района и посёлка Фалёнки — www.falenki.ru.

## Иллюстрации

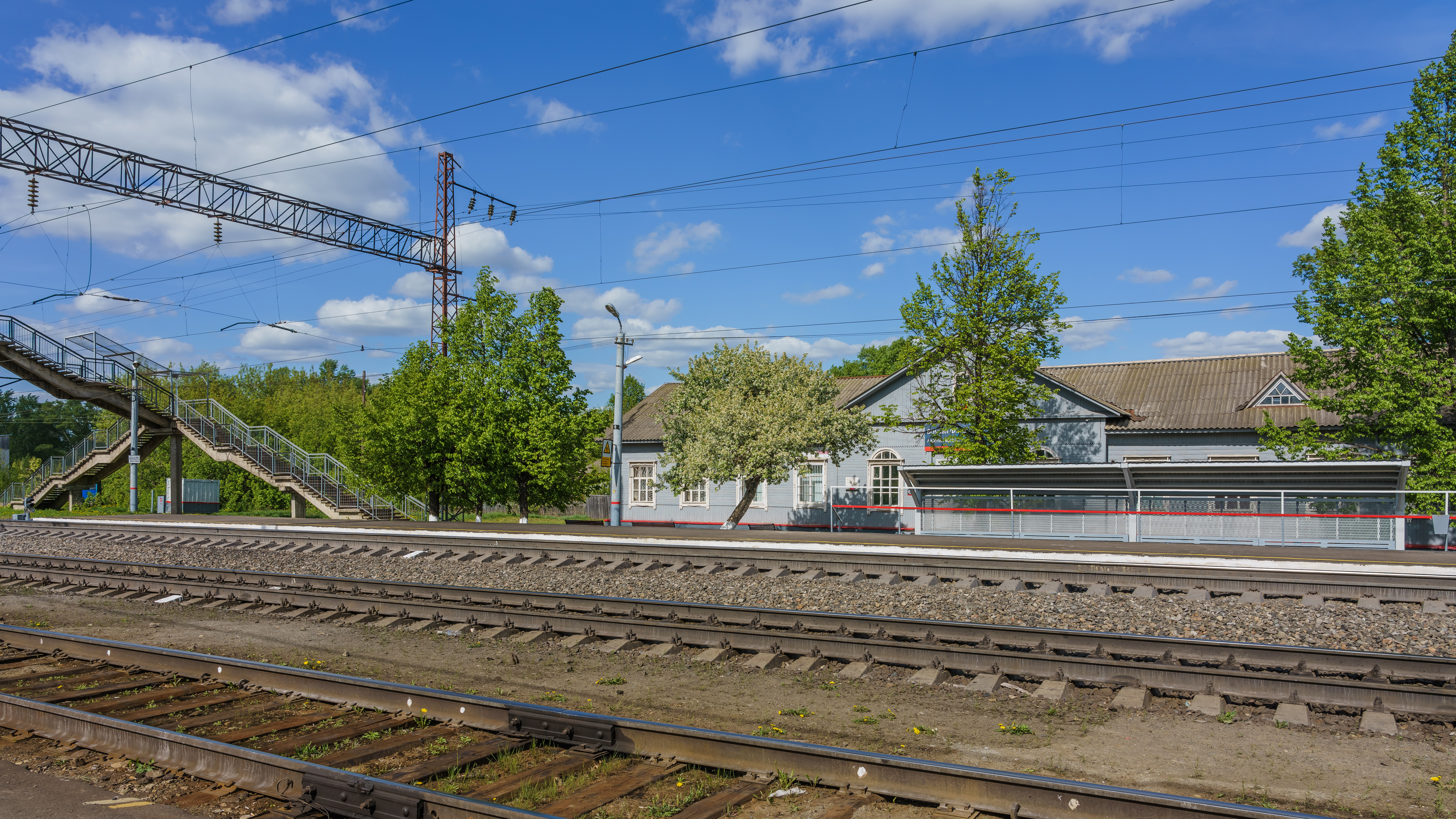
Железнодорожная станция
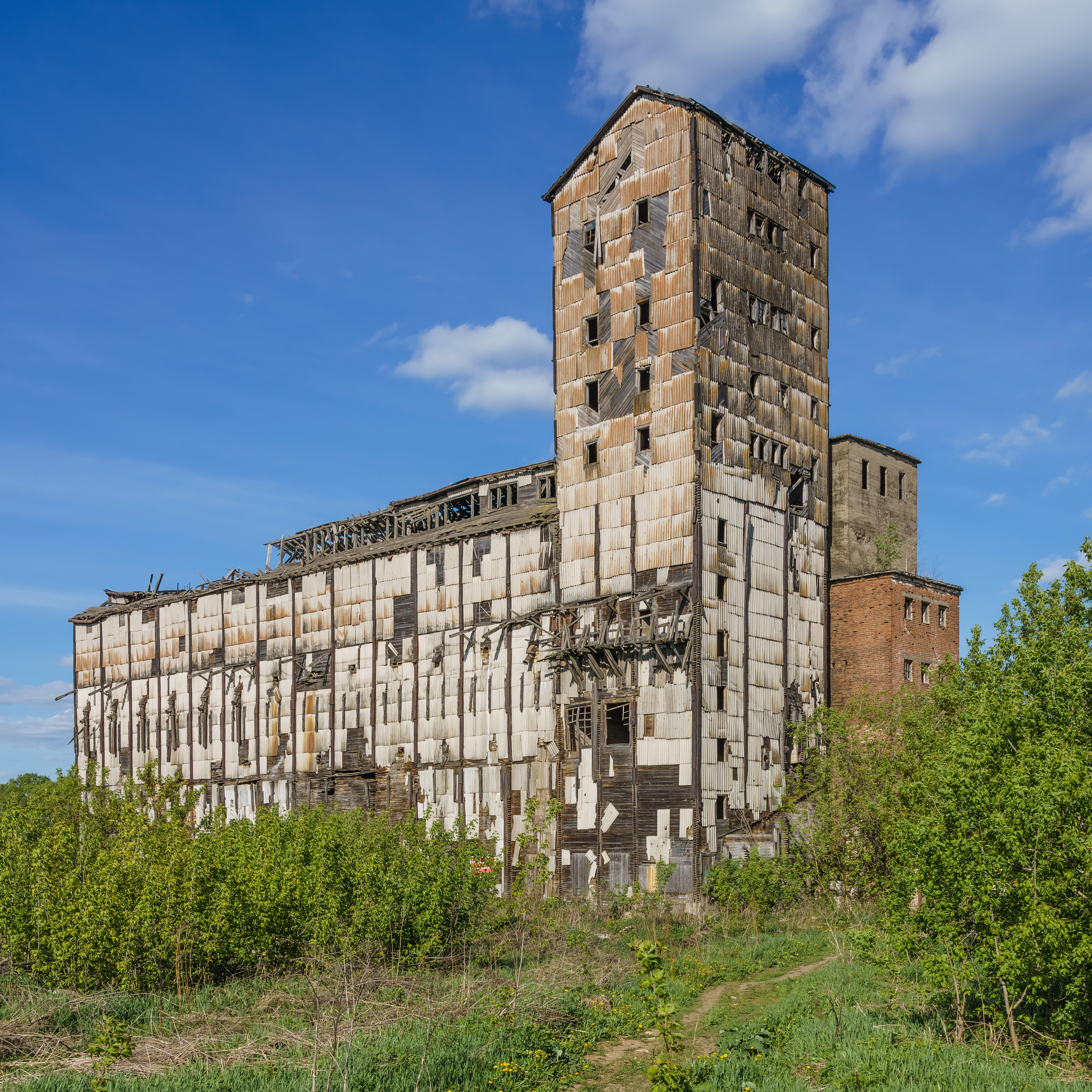
Заброшенный элеватор бывшего хлебокомбината
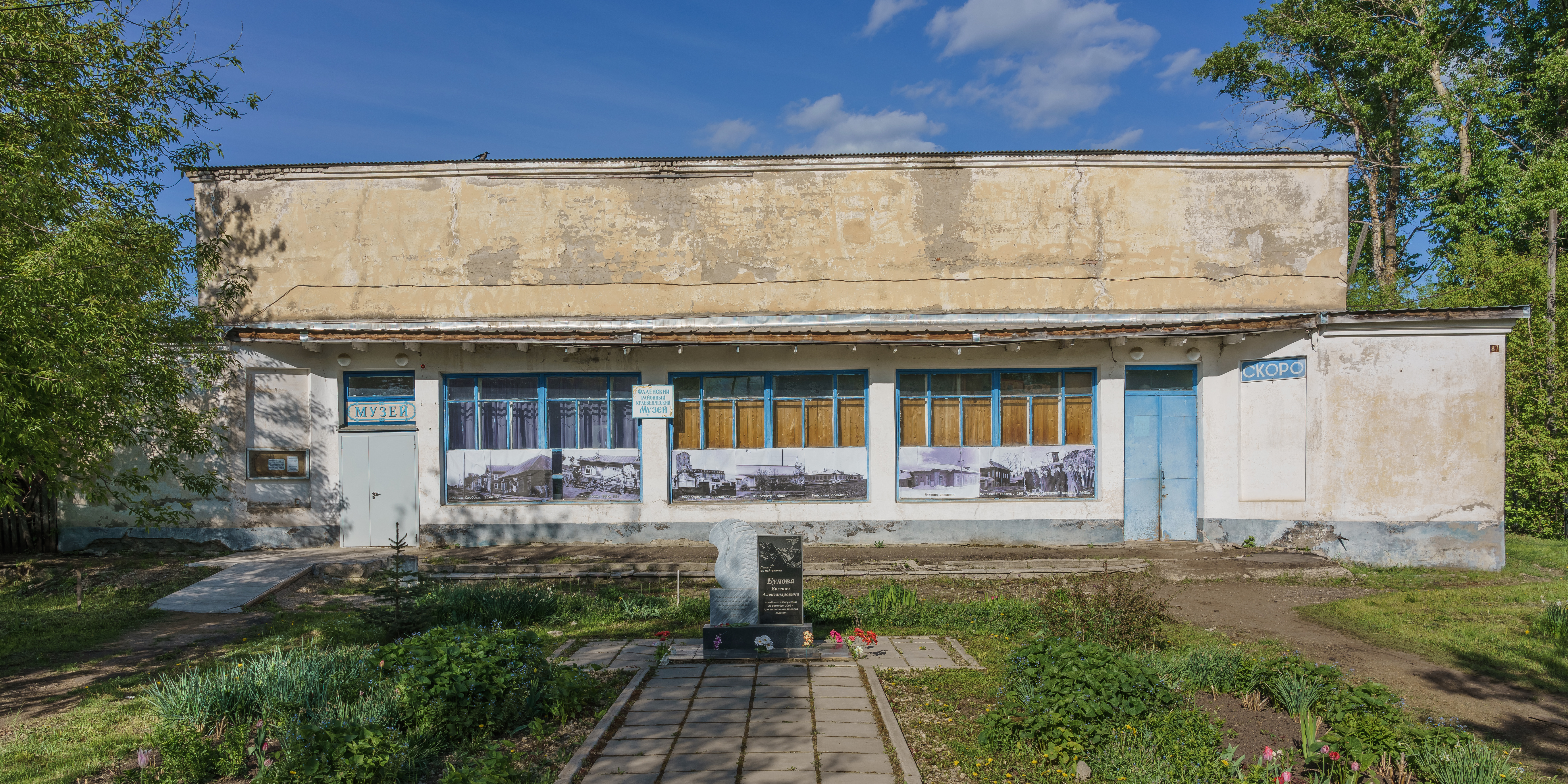
Бывший кинотеатр, ныне — краеведческий музей
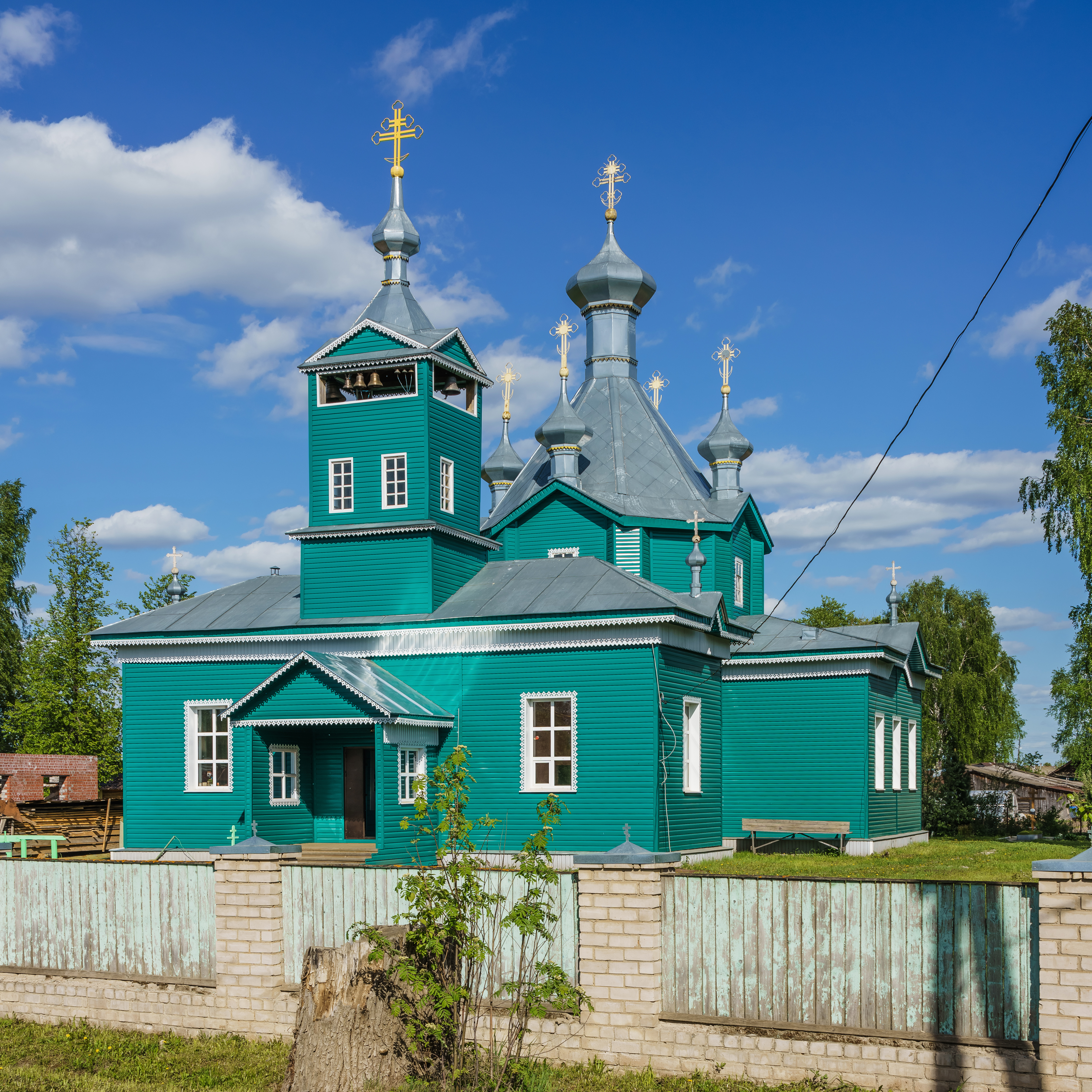
Церковь св. Георгия (после «ремонта» 2018 года)
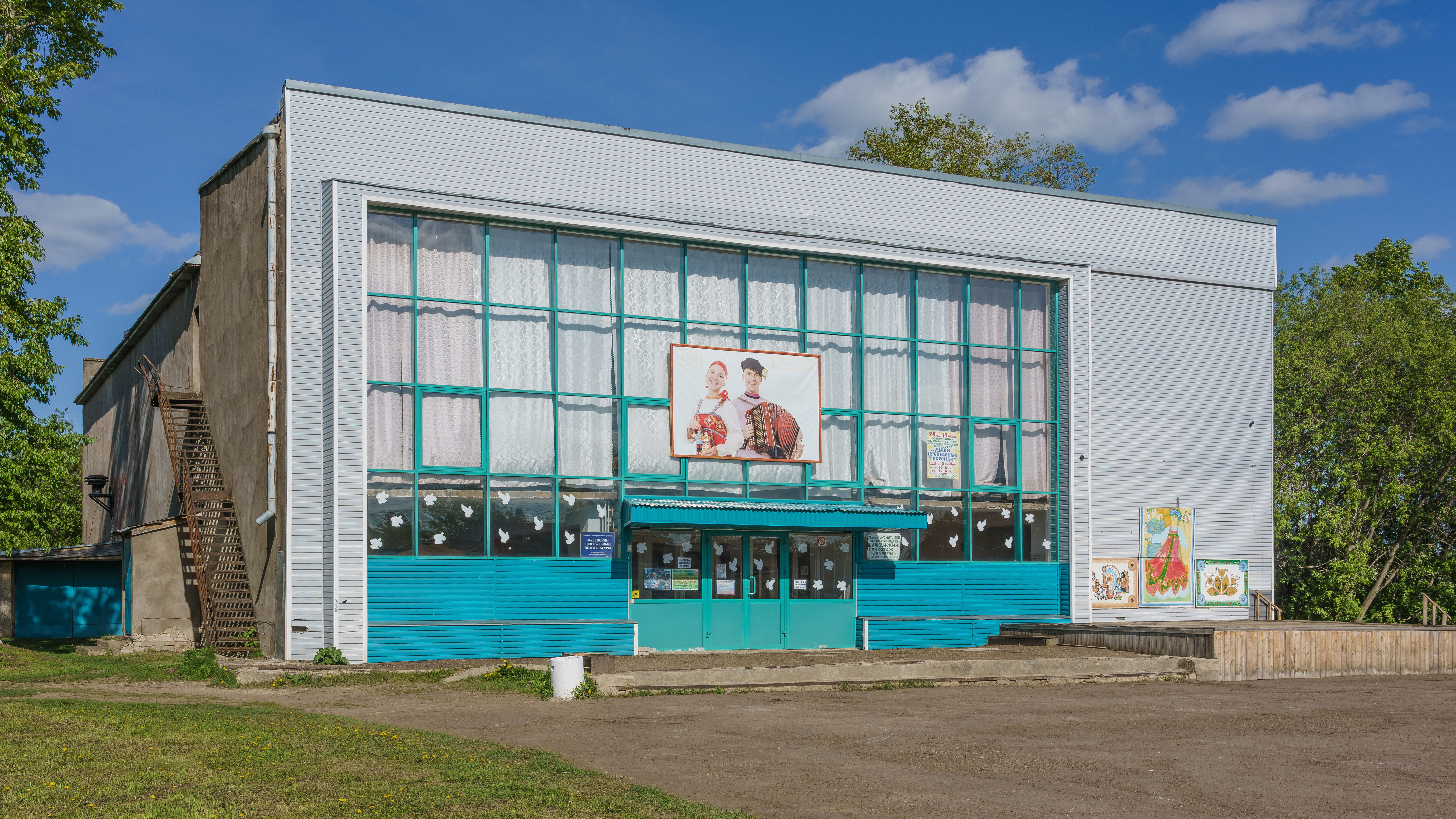
Дом культуры